# Gastrodermus
Gastrodermus – rodzaj ryb sumokształtnych z rodziny kiryskowatych (Callichthyidae). Przez wiele lat uznawany za synonim Corydoras, w 2024 roku przywrócony do rangi odrębnego taksonu.

## Opis
Małych rozmiarów kiryski, największe osiągają rozmiary do 5,5 cm długości. Cechą charakterystyczną rodzaju są zaokrąglone, wyraźnie skrócone pyszczki, znacznie mniejsze niż te u przedstawicieli Corydoras czy Brochis. Ząbkowanie na końcu płetwy grzbietowej skierowane do przodu, natomiast to na krańcach płetw piersiowych - w kierunku reszty ciała. Niektóre gatunki, jak kirysek sierpoplamy (Gastrodermus hastatus) czy karłowaty (G. pygmaeus), aktywnie pływają w toni.

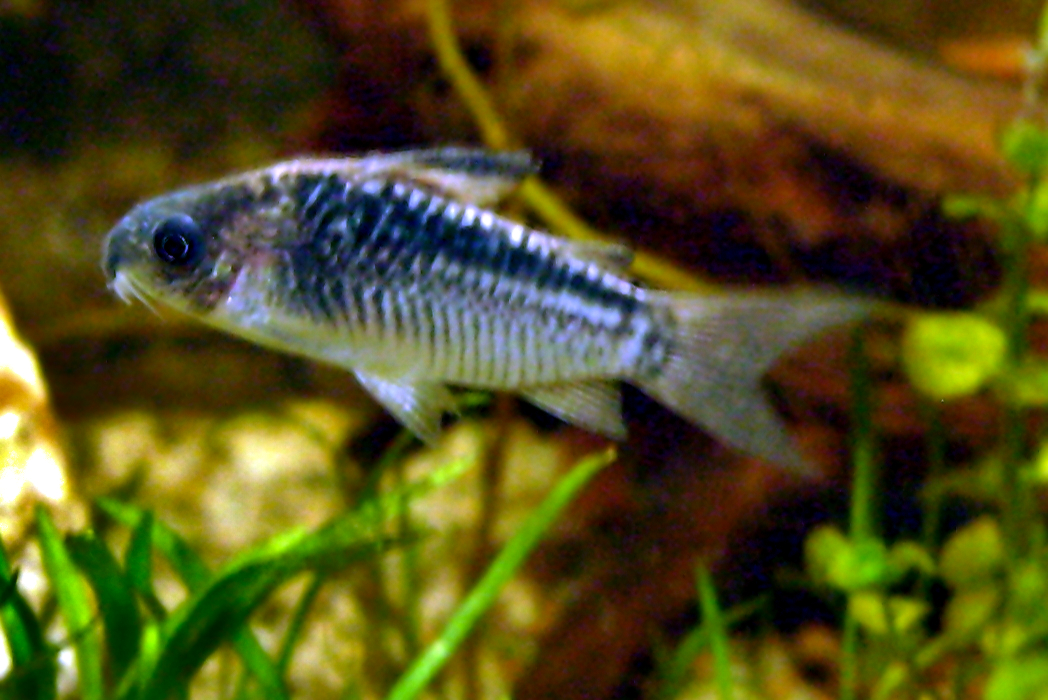
Kirysek nadobny (G. elegans)
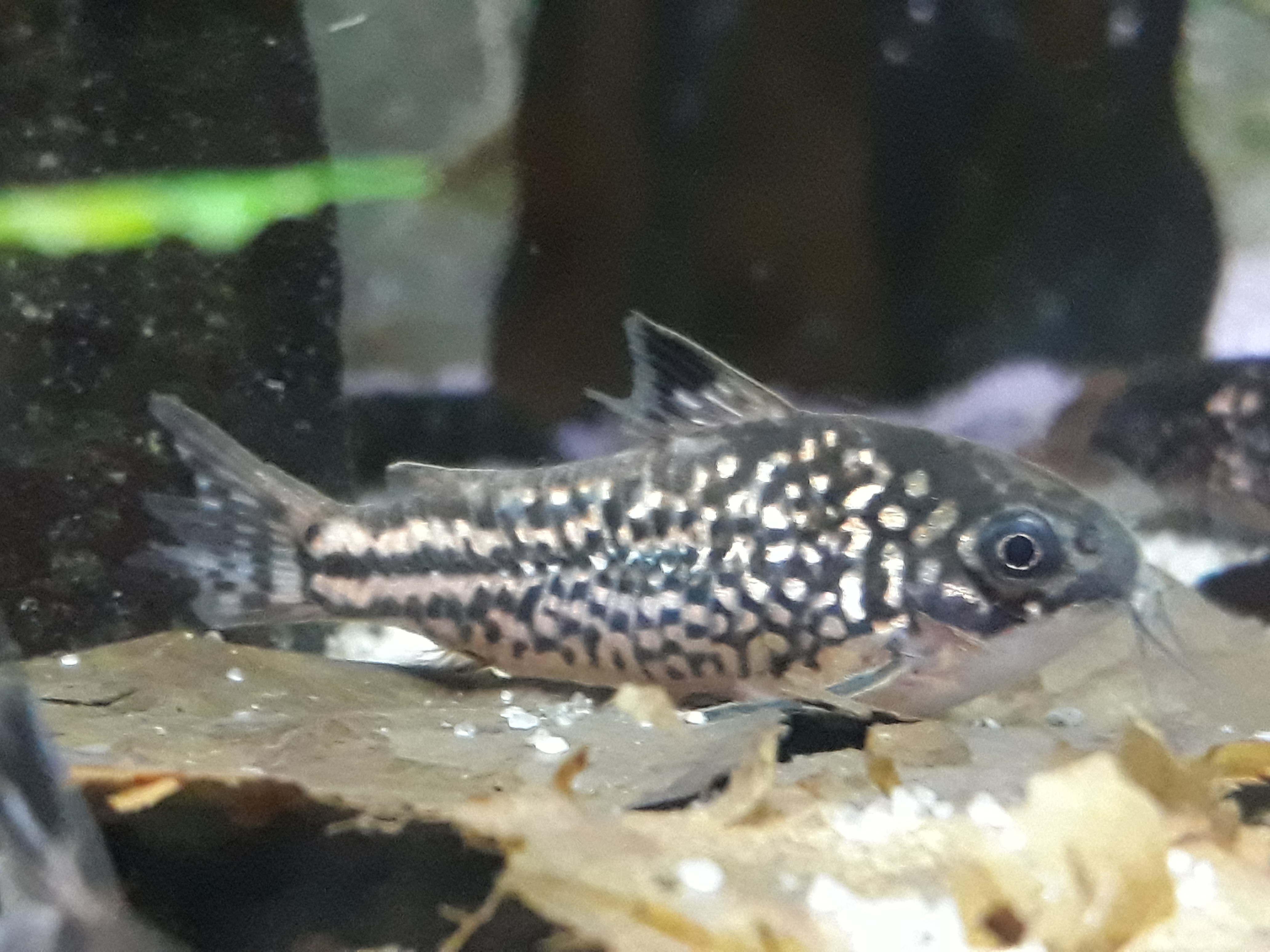
Kirysek liniowany (G. napoensis)
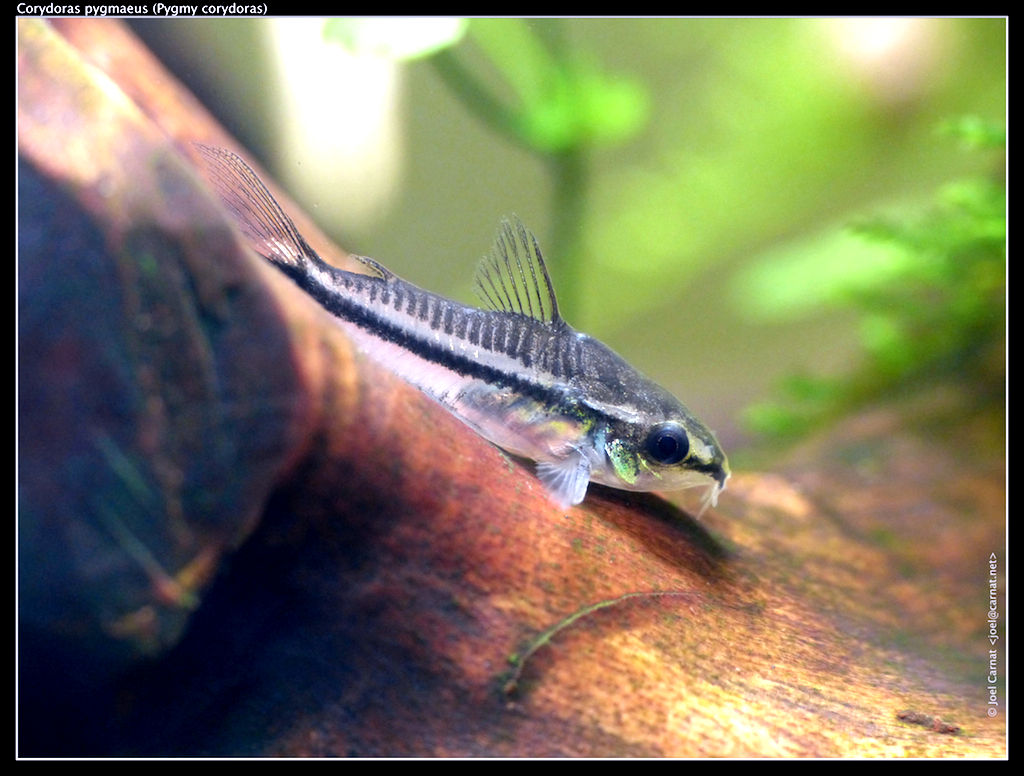
Kirysek karłowaty (G. pygmaeus)

## Klasyfikacja
Do rodzaju zalicza się 14 gatunków:
- Gastrodermus bilineatus Knaack, 2002
- Gastrodermus elegans Steindachner, 1876 – kirysek nadobny
- Gastrodermus gracilis Nijssen & Isbrücker, 1976 – kirysek brązowopręgi[4]
- Gastrodermus guapore Knaack, 1961 – kirysek guaporański[4]
- Gastrodermus hastatus Eigenmann & Eigenmann, 1888 – kirysek sierpoplamy
- Gastrodermus latus Pearson, 1924
- Gastrodermus mamore Knaack, 2002
- Gastrodermus nanus Nijssen & Isbrücker, 1967 – kirysek mały
- Gastrodermus napoensis Nijssen & Isbrücker, 1986 – kirysek liniowany[4]
- Gastrodermus nijsseni Sands, 1989 – kirysek dymny[4]
- Gastrodermus paucerna Knaack, 2004
- Gastrodermus pauciradiatus Weitzman & Nijssen, 1970
- Gastrodermus pygmaeus Knaack, 1966 – kirysek karłowaty
- Gastrodermus undulatus Regan, 1912 – kirysek ciemny[4]